# Ophiomyia inaequabilis
Ophiomyia inaequabilis este o specie de muște din genul Ophiomyia, familia Agromyzidae, descrisă de Friedrich Georg Hendel în anul 1931.
Este endemică în Turcia. Conform Catalogue of Life specia Ophiomyia inaequabilis nu are subspecii cunoscute.